# Торболе Казаља
Торболе Казаља је насеље у Италији у округу Бреша, региону Ломбардија.
Према процени из 2011. у насељу је живело 6174 становника. Насеље се налази на надморској висини од 113 м.

## Становништво
Према резултатима пописа становништва 2011. у општини је живело 6.370 становника.
| 1951. | 1961. | 1971. | 1981. | 1991. | 2001. | 2011. |
| ----- | ----- | ----- | ----- | ----- | ----- | ----- |
| 2.885 | 2.490 | 2.758 | 3.595 | 4.066 | 5.113 | 6.370 |